# Elias Nilsson
Elias Nilsson, född 1 april 1910 i Stuguns församling i Jämtlands län, död 9 november 2001 i Lits församling i Jämtlands län, var en svensk tidigare längdskidåkare. Han vann Vasaloppet 1938.

### Fotnoter
1. ↑   Sveriges dödbok 1901–2009 Swedish death index 1901–2009 (DVD-rom) (Version 5.0). Solna: Sveriges släktforskarförbund. 2010. Libris 11931231. ISBN 978-91-87676-59-8
2. ↑  ”Vasaloppet”. Vasaloppet. Arkiverad från originalet den 3 december 2013. https://web.archive.org/web/20131203033229/http://www.vasaloppet.se/wps/wcm/connect/989fe080449c33e79e4cff27c64f5ec4/segrare_Vasaloppet_sv3bcd.pdf?MOD=AJPERES. Läst 29 november 2013.